# José Gregorio Villafañe
José Gregorio Villafañe Ramírez (Guasdualito, Apure, 1814 - San Cristóbal, Táchira, 14 de septiembre de 1894) fue un abogado, diplomático y político venezolano. Ministro de Relaciones Exteriores de la República, del 8 al 28 de abril de 1868, durante los días finales de la presidencia del mariscal Juan Crisóstomo Falcón. 
Autor de la obra Apuntes estadísticos del Táchira (1877), publicada por orden del presidente Antonio Guzmán Blanco. 